# Maovi
Maovi (en serbe cyrillique : Маови) est un village de Serbie situé sur le territoire de la ville de Šabac, district de Mačva. Au recensement de 2011, il comptait 622 habitants.
Maovi est également connu sous le nom de Maove.

## Démographie

### Évolution historique de la population
| 1948 | 1953  | 1961 | 1971 | 1981 | 1991 | 2002 | 2011 |
| ---- | ----- | ---- | ---- | ---- | ---- | ---- | ---- |
| 974  | 1 012 | 984  | 864  | 777  | 731  | 717  | 622  |

|  |